# Lưu Trọng Ninh
Lưu Trọng Ninh (sinh năm 1956) là một đạo diễn điện ảnh Việt Nam. Ông được biết đến qua các phim Khát vọng Thăng Long (2010), Dốc tình (2005), Bến không chồng (2001), Ngã ba Đồng Lộc (1997). Lưu Trọng Ninh là con của nhà thơ, nhà văn, nhà soạn kịch Lưu Trọng Lư (1911–1991).

## Danh sách phim
- Canh bạc (1991)
- Hãy tha thứ cho em (1993)
- Nước mắt thời mở cửa (1996)
- Ngã ba Đồng Lộc (1997)
- Hoa cỏ may (2001)
- Bến không chồng (2001)
- Dốc tình (2005)
- Đi về phía mặt trời (2006)
- 13 nữ tù (2009)
- Khát vọng Thăng Long (2010)
- Bước khẽ đến hạnh phúc (2014)
- Thương nhớ ở ai (2017–2018)
- Cát đỏ (2020)
- 915 (2023)

## Đề cử và giải thưởng
- Đề cử Liên hoan phim ba châu lục 1993 với phim Hãy tha thứ cho em
- Giải thưởng Liên hoan phim Việt Nam cho Đạo diễn xuất sắc phim truyện điện ảnh 1993
- Giải NETPAC – Điểm nhấn đặc biệt tại Liên hoan phim quốc tế Berlin 2001 cho phim Bến không chồng
- Giải Cánh diều vàng cho Đạo diễn xuất sắc phim truyện điện ảnh 2010